# ماثيو دالبي
ماثيو دالبي (بالإنجليزية: Matthew Dalby)‏ هو مدرس بريطاني، ولد في 19 أكتوبر 1972 في ليستر في المملكة المتحدة.